# Круглое (озеро, Красноперекопский район)
Кру́глое или Адама́н (укр. Кругле, крымскотат. Adaman, Адаман) — солёное озеро, расположенное на севере Красноперекопского района. Тип общей минерализации — солёное. Происхождение — лиманное. Группа гидрологического режима — бессточное. Площадь — 2,55 км², 1,8 км².

## География
Входит в Перекопскую группу озёр. Площадь водосборного бассейна — 5,05 км², длина — 2,5 км, наибольшая ширина — 1,5 км средняя — 1,0 км, средняя глубина — 1,0 м, наибольшая — 2,0 м. Высота над уровнем моря: −3.0 м. Ближайший населённый пункт — село Пролетарка, расположенное юго-западнее озера.
Озёрная котловина водоёма продолговато-овальной формы, вытянутая и расширена с северо-запада на юго-восток. Берега пологие, за исключением западного и частично восточного — обрывистые без пляжей. Реки не впадают. С Красным озером соединено каналом. Западнее озера в непосредственной близости расположено Красное озеро, восточнее — Киятское озеро между которыми проходит дорога с твердым покрытием с села Пролетарка в сторону площадок производства рассола. На севере и юго-востоке к озеру прилегают солончаки. Загрязнено от деятельности химической промышленности.
Среднегодовое количество осадков — около 400 мм. Питание: поверхностные и подземные воды Причерноморского артезианского бассейна.